# فرودگاه کگلیاری-الماس
فرودگاه کگلیاری-الماس (به انگلیسی: Cagliari-Elmas Airport) (به زبان بومی: International "Mario Mameli") یک فرودگاه نظامی و همگانی با کد یاتا CAG است که یک باند فرود آسفالت دارد و طول باند آن ۲۸۰۵ متر است. این فرودگاه در شهر کالیاری کشور ایتالیا قرار دارد و در ارتفاع ۳ متری از سطح دریا واقع شده‌است.

## شرکت‌های هواپیمایی و مقصدهای پروازی
| شرکت‌های هواپیمایی                             | مقصدهای پروازی |
| --------------------------------------------- | --- |
| آلیتالیا                                      | لینیت، لئوناردو دا وینچی-فیومیچینو |
| آلیتالیا اجرا توسط آلیتالیا سیتی‌لاینر         | فصلی: ناپل |
| آسترین ایرلاینز                               | فصلی: وین چارتر فصلی: بولزانو |
| بلاویا                                        | چارتر فصلی: مینسک |
| بی‌ام‌آی رجیونال                                | فصلی: منچستر |
| بریتیش ایرویز                                 | فصلی: گاتویک |
| هواپیمایی کرواسی                              | چارتر فصلی: اسپلیت |
| Danish Air Transport                          | چارتر فصلی: بیلاند |
| ایزی‌جت                                        | استانستد لندن، میلانو مالپنسا فصلی: بازل-مولوز-فرایبورگ اروپا, برلین شونفلد، ناپل، نیس کوت دازور |
| easyJet Switzerland                           | فصلی: بازل-مولوز-فرایبورگ اروپا, ژنو |
| ادلوایس ایر                                   | فصلی: زوریخ |
| Etihad Regional اجرا توسط Darwin Airline      | فصلی: لوگانو |
| یورو وینگز                                    | فصلی: هامبورگ |
| یورو وینگز اجرا توسط جرمن‌وینگز                | فصلی: برلین تگل، کلن بن، دوسلدورف، اشتوتگارت |
| فلای‌بی                                        | چارتر فصلی: منچستر |
| Gazpromavia                                   | چارتر فصلی: ونوکووا |
| ایبریا اکسپرس                                 | فصلی: مادرید-باراخاس |
| کاال‌ام اجرا توسط کی‌ال‌ام سیتی‌هاپر              | اسخیپول آمستردام |
| لوفت‌هانزا رجینال اجرا توسط ایر دولومیتی       | فصلی: مونیخ |
| لوفت‌هانزا رجینال اجرا توسط لوفت‌هانزا سیتی‌لاین | فصلی: فرانکفورت |
| لوکزایر                                       | فصلی: لوگزامبورگ - فیندل |
| مریدیانا                                      | بلوونی گوگلیلمو مارکونی، تورین کاسله، ناپل، ورونا فصلی: گاتویک، میلانو مالپنسا، مارسی پروانس، دوموده‌دوو |
| میسترال ایر                                   | پره‌تولا، آبروتزو |
| Neos                                          | چارتر فصلی: آل مکتوم، میلانو مالپنسا، ورونا |
| People's Viennaline                           | چارتر فصلی: سنت گالن-آلترنهاین |
| رایان‌ایر                                      | باری، باووایس-تیلی، اوریو آل سریو، بلوونی گوگلیلمو مارکونی، بروکسل جنوب شرلروآ، کونو لوالدیگی، جیرونا-کاستا براوا، فرانکفورت-هان، جان پل دوم کراکوف-بالیس، گالیله، استانستد لندن، مادرید-باراخاس، چمپینو، رم، تراپانی-بیرجی، ترویزو، ورونا فصلی: کاتانیا-فونتاناروسا، کارلسروهه/بادن-بادن، کاناس، مارسی پروانس، پارما، پروگیا، وارساو مادلن، ویزه |
| هواپیمایی اسکاندیناوی                         | فصلی: کپنهاگ، گاردرموئن اسلو، استکهلم-آرلاندا |
| Small Planet Airlines                         | چارتر فصلی: ویلنیوس |
| اسکای‌ورک ایرلاینز                             | فصلی: برن |
| اسمارت‌وینگز اجرا توسط تراول سرویس ایرلاینز    | فصلی: پراگ رازیون |
| توماس کوک ایرلاینز بلژیک                      | چارتر فصلی: بروکسل |
| Travel Service Polska                         | چارتر فصلی: شوپن ورشو |
| تراول سرویس                                   | چارتر فصلی: ام. آر. استفانیک |
| TUI fly Belgium                               | چارتر فصلی: بروکسل، دول–یورا، لیل، متز-نانسی-لورن، شارل دوگل پاریس |
| تونس ایر                                      | چارتر فصلی: تونس قرطاج |
| ولوتی                                         | تورین کاسله، ونیز مارکو پولو، ورونا فصلی: آنکونا، کاتانیا-فونتاناروسا، کریستف کلمب جنوا، نانت آتلانتیک |
| ویولینگ                                       | بارسلونا-ال پرات |